# 生田定之
生田 定之（いくた さだゆき、1870年（明治3年）6月21日 - 1923年（大正12年）8月29日）は、明治・大正時代の日本銀行国庫局長。

## 経歴

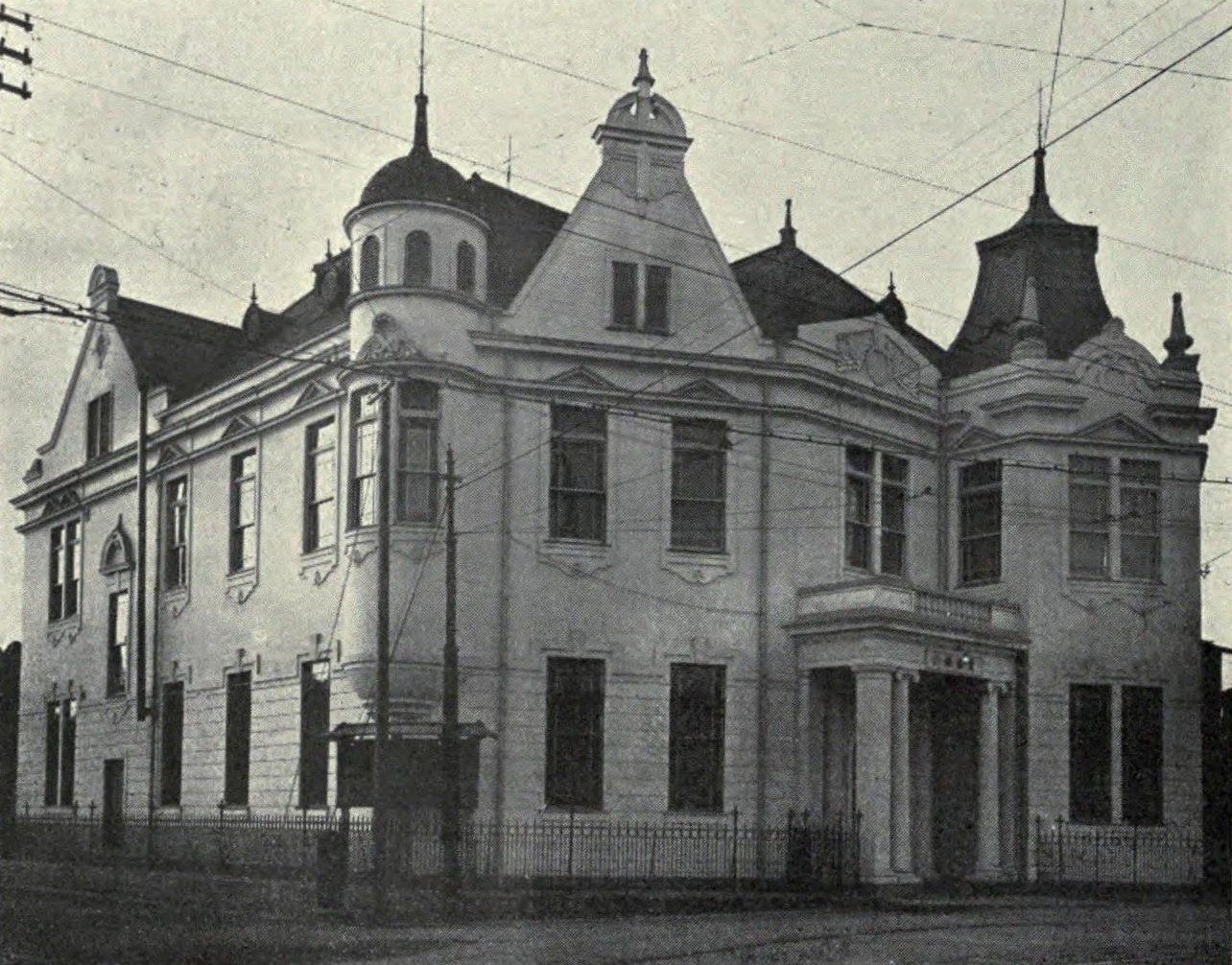
豊国銀行

高知市南新町（桜井町）の出身で、1886年（明治19年）に慶應義塾へ入るものの素行不良で土佐に退京を命ぜられる。1888年（明治21年）に免除され再び上京して慶應義塾に復学し、翌年卒業。一度は帰郷して教師となるも、明治24年に磯村豊太郎の薦めで、当時川田小一郎が総裁だった日本銀行に入る。1896年（明治29年）函館支店に転じ、その後大阪支店に移った際に本社より欧米留学を命ぜられる。その後は検査役、調査役と進み、1906年（明治39年）に小樽支店長を経て国庫局長就任。同時期に慶應義塾柔道部を再興した。9年間の国庫局長勤務を務め上げ、総裁候補に名を連ねるも後に総裁となる帝大出身の土方久徴に負け、その後豊川良平の推薦で日本銀行を退社して豊国銀行の頭取に就任。1927年（昭和2年）12月には豊国を含めた三井、三菱、安田、住友、第一の各銀行が合併した昭和銀行の初代頭取に就任した。墓所は多磨霊園。